# Gunnera petaloidea
Gunnera petaloidea är en gunneraväxtart som beskrevs av Charles Gaudichaud-Beaupré. Gunnera petaloidea ingår i släktet gunneror, och familjen gunneraväxter. Inga underarter finns listade.

## Bildgalleri

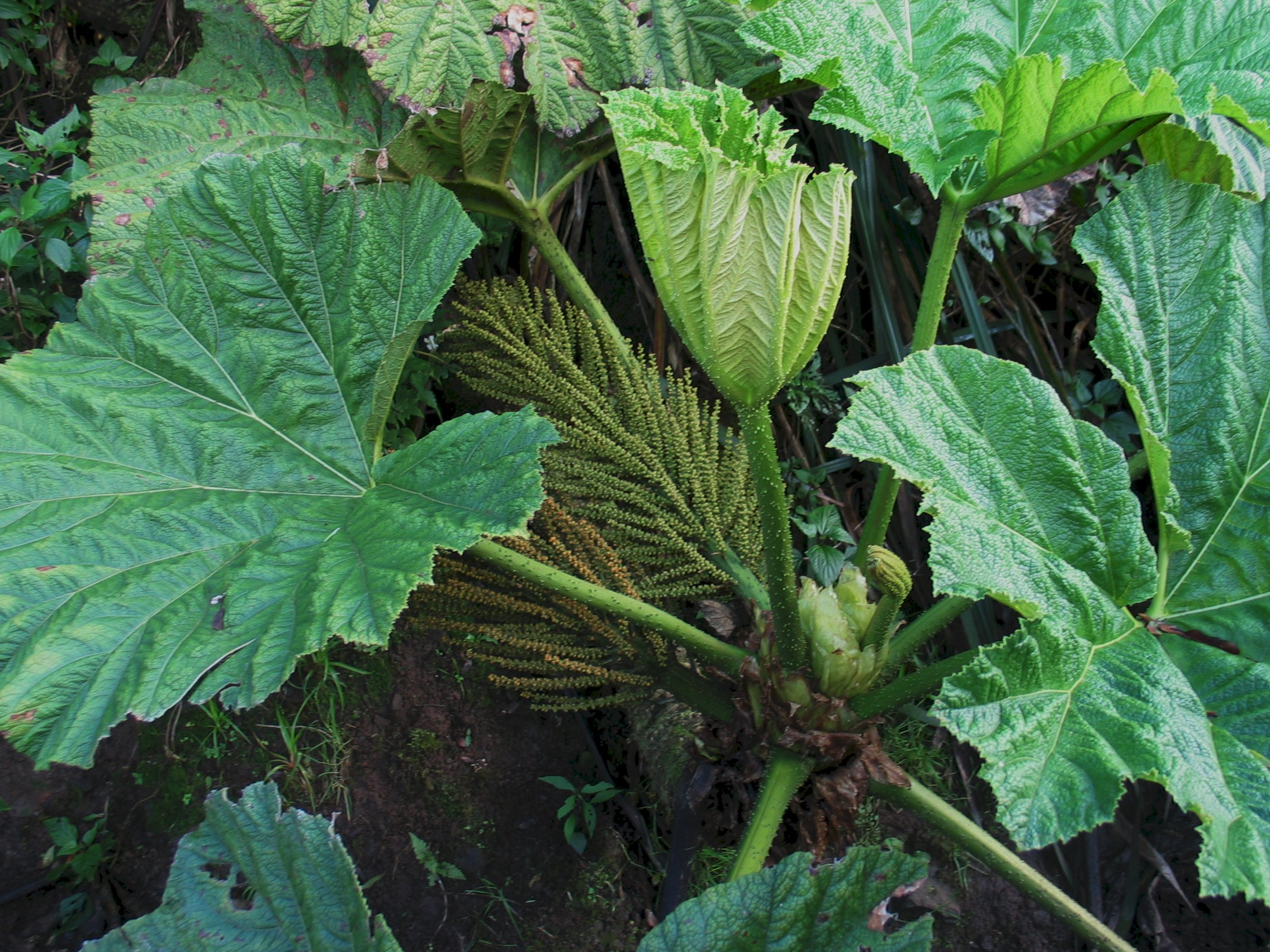
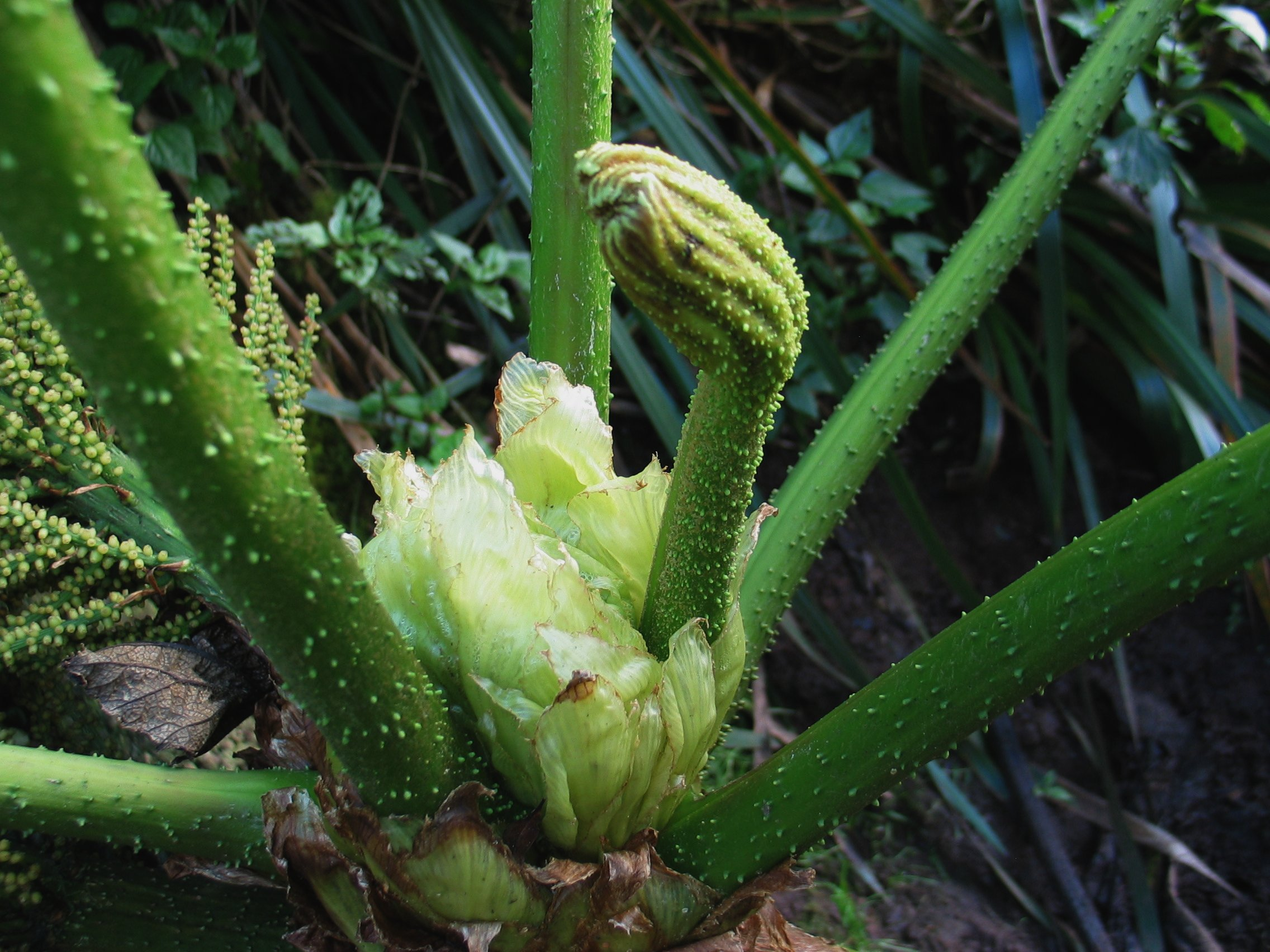
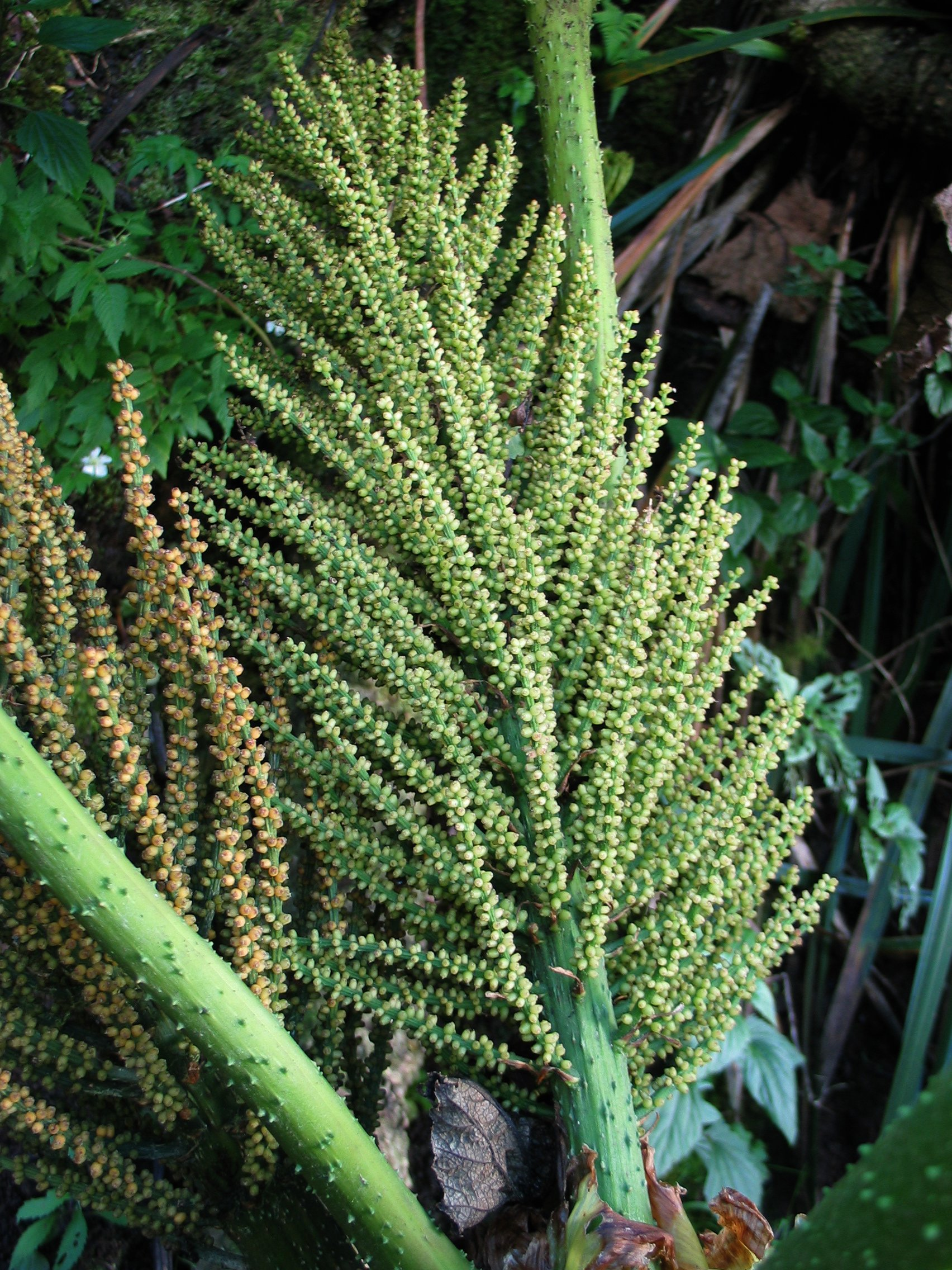